# Łukasz Hardt
Łukasz Hardt (ur. 4 października 1978 w Żyrardowie) – polski ekonomista, profesor nauk społecznych w dyscyplinie ekonomia i finanse, członek Rady Polityki Pieniężnej w kadencji 2016–2022.

## Życiorys
W 2002 ukończył studia na Wydziale Nauk Ekonomicznych Uniwersytetu Warszawskiego. Na tym samym wydziale w 2007 doktoryzował się na podstawie pracy pt. Rozwój ekonomii kosztów transakcyjnych. Od koncepcji do operacjonalizacji, a w 2014 uzyskał stopień doktora habilitowanego nauk ekonomicznych w zakresie ekonomii w oparciu o rozprawę zatytułowaną Studia z realistycznej filozofii ekonomii. Za pracę tę otrzymał w 2014 Nagrodę PTE im. prof. Edwarda Lipińskiego, przyznawaną przez Polskie Towarzystwo Ekonomiczne. W pracy naukowej zajął się zagadnieniami z zakresu ekonomii kosztów transakcyjnych, ekonomii instytucji i regulacji oraz metodologii ekonomii. W 2021 otrzymał tytuł profesora nauk społecznych w dyscyplinie ekonomia i finanse.
Zawodowo związany z Wydziałem Nauk Ekonomicznych UW, na którym objął stanowisko kierownika Katedry Ekonomii Politycznej. W 2017 został profesorem nadzwyczajnym na UW.
Pracował również w Instytucie Nauk Ekonomicznych PAN. Laureat m.in. stypendium „Polityka” w ramach akcji „Zostańcie z nami!”, a także stypendium Fundacji na rzecz Nauki Polskiej oraz stypendium ministra nauki i szkolnictwa wyższego dla wybitnych młodych naukowców. Był profesorem wizytującym m.in. na wydziale ekonomii University of Cambridge oraz w London School of Economics.
W okresie 2015–2016 był stałym felietonistą tygodnika „Wprost”. Brał udział w pracach, które doprowadziły do wprowadzenia ulgi w PIT na dzieci. Był sekretarzem zespołu ekspertów przy Związku Dużych Rodzin „Trzy Plus”, a także jednym z promotorów wprowadzenia Karty Dużej Rodziny na poziomie ogólnopolskim.
W latach 2010–2011 był członkiem Zespołu Doradców Strategicznych przy premierze, którym kierował Michał Boni. Udzielał się również jako ekspert Instytutu Sobieskiego. W 2015 został członkiem Narodowej Rady Rozwoju utworzonej przez prezydenta Andrzeja Dudę. 17 lutego 2016 prezydent powołał go w skład Rady Polityki Pieniężnej na sześcioletnią kadencję, która upłynęła w 2022. W 2021 został wiceprezesem Polskiego Towarzystwa Ekonomicznego. W latach 2021–2023 był członkiem rady naukowej Instytutu Pokolenia.
W 2022 mianowany przewodniczącym rady nadzorczej Zakładu Ubezpieczeń Społecznych, pełnił tę funkcję do 2024. Objął również funkcję sekretarza rady Polskiego Instytutu Ekonomicznego.

## Wybrane publikacje
- Rozwój ekonomii kosztów transakcyjnych. Od koncepcji do operacjonalizacji, Fundacja Promocji i Akredytacji Kierunków Ekonomicznych, Warszawa 2008.
- Ekonomia kosztów transakcyjnych – geneza i kierunki rozwoju, Wyd. UW, Warszawa, 2009.
- Sektorowa czy zintegrowana, czyli o optymalnej strategii rozwoju polskiej wsi (współautor: Tomasz Grosse), Pro Oeconomia, Warszawa 2010.
- Improving the Quality of Governance in Poland through Performance Based Budgeting (współautor: Maarten de Jong), Ernst&Young, Warszawa 2011.
- Studia z realistycznej filozofii ekonomii, C.H. Beck, Warszawa 2013.
- Economics without Laws. Towards a New Philosophy of Economics, Palgrave Macmillan, London 2017.
- Kulturowy wymiar modelowania ekonomicznego. Perspektywa humanistyczna (współautorzy: Jarosław Boruszewski, Krzysztof Nowak-Posadzy, Robert Mróz), Wyd. Naukowe Scholar, Warszawa, 2020.
- Eseje o polityce pieniężnej czasu niepewności, Polskie Wydawnictwo Ekonomiczne, Warszawa 2022.